# Polynoe nigrovittata
Polynoe nigrovittata är en ringmaskart som beskrevs av Grube 1856. Polynoe nigrovittata ingår i släktet Polynoe och familjen Polynoidae. Inga underarter finns listade i Catalogue of Life.